# Vacaciones de verano (canción)
«Vacaciones de verano» es una canción del grupo pop español Fórmula V, publicada en 1972.

## Descripción
Se trata de uno más de los ejemplos de las conocidas como Canción del verano, con estribillo pegadizo y un sonoro riff de guitarra.
El tema formó parte de su LP de recopilación Eva María. Éxitos Del Verano, editado en 1973.

## Versiones
- En 2023, Nena Daconte grabó una nueva versión para la película homónina de Santiago Segura.